# Эскурра, Хуан Антонио
Хуан Антонио Эскурра (исп. Juan Antonio Escurra, 6 мая 1859 — 24 августа 1919) — парагвайский военный и государственный деятель, президент Парагвая (1902—1904).

## Биография
Родился в 1859 году в Карагуатае. В 1879 году вступил в армию, сделал военную карьеру, в 1897 году став полковником. Входил в партию Колорадо, был министром армии и флота в правительствах Асеваля и Карвальо.
В январе 1902 года принял участие в перевороте, свергнувшем президента Асеваля, а в ноябре того же года сам был избран президентом. При его правлении были стабилизированы бюджет и курс национальной валюты, значительно выросла экономика. Однако в 1904 году в стране произошла революция, в результате которой Эскурра был свергнут, и после многолетнего правления партии Колорадо власть перешла в руки либералов.